# Deep Fighter
Deep Fighter (también conocido como Deep Fighter: The Tsunami Offense) es un videojuego de simulación de submarinos desarrollado por Criterion Games y publicado por Ubi Soft. Fue lanzado para Dreamcast y Windows en 2000. El juego tiene al jugador luchando contra enemigos bajo el agua mientras completa misiones. El juego contiene escenas con actores, incluido David Walliams.

## Trama
Una secuela espiritual del juego de 1997 Sub Culture, se desarrolla en una comunidad devastada por la guerra escondida bajo el mar. La raza que vive allí tiene apariencia humana y posee tecnología avanzada, pero es tan minúscula que incluso la vida marina normal representa una peligrosa amenaza. El objetivo final es construir una nave nodriza Leviatán para transportar a toda la sociedad a un lugar seguro, mientras lucha contra una facción hostil conocida como Shadowkin.

## Jugabilidad
El jugador es un soldado que controla un submarino tipo caza en la fuerza de defensa de la civilización. Principalmente jugando desde una perspectiva en primera persona, deben cumplir misiones que desbloquean submarinos y armas más potentes. Además del combate, algunas misiones son más variadas, como criar peces, activar defensas perimetrales y competir con los compañeros del jugador. Hay ocho jefes en el juego, que a menudo se basan en la vida marina gigante.

## Recepción
La versión de Dreamcast de Deep Fighter recibió críticas "promedio" según el sitio web agregador de reseñas Metacritic. Garrett Kenyon de NextGen lo llamó "Un juego aburrido que seguramente te adormecerá si logras evitar suicidarte primero".